# Papirus 93
Papirus 93 (według numeracji Gregory-Aland), oznaczany symbolem {\displaystyle {\mathfrak {P}}^{93}} – grecki rękopis Nowego Testamentu, spisany w formie kodeksu na papirusie. Paleograficznie datowany jest na V wiek. Zawiera fragmenty Ewangelii Jana.

## Opis
Zachowały się tylko fragmenty Ewangelii Jana (13,15-17).

## Tekst
Tekst fragmentu reprezentuje aleksandryjską tradycję tekstualną. Kurt Aland nie zaklasyfikował go do żadnej kategorii.

## Historia
Tekst rękopisu opublikowany został przez Guido Bastianini w 1983 roku. Aland umieścił go na liście rękopisów Nowego Testamentu, w grupie papirusów, dając mu numer 93.
Rękopis datowany jest przez INTF na V wiek.
Jest cytowany w krytycznych wydaniach Nowego Testamentu (NA27, UBS4).
Obecnie przechowywany jest w Narodowym Muzeum Archeologicznym (PSI Inv. 108) we Florencji.